# Pfarrkirche St. Bartholomäus (Heidelberg-Wieblingen)

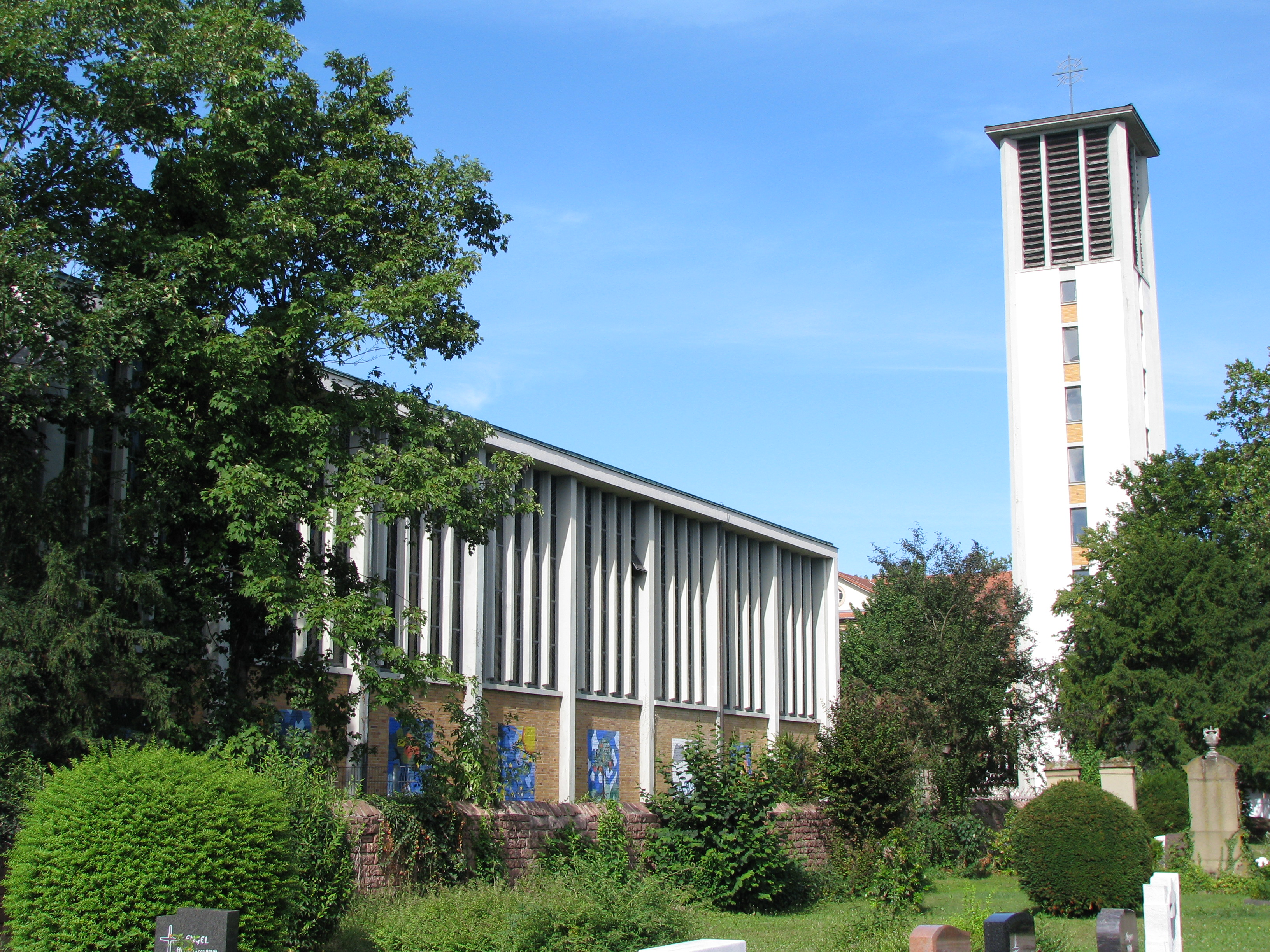
St. Bartholomäus von Süden

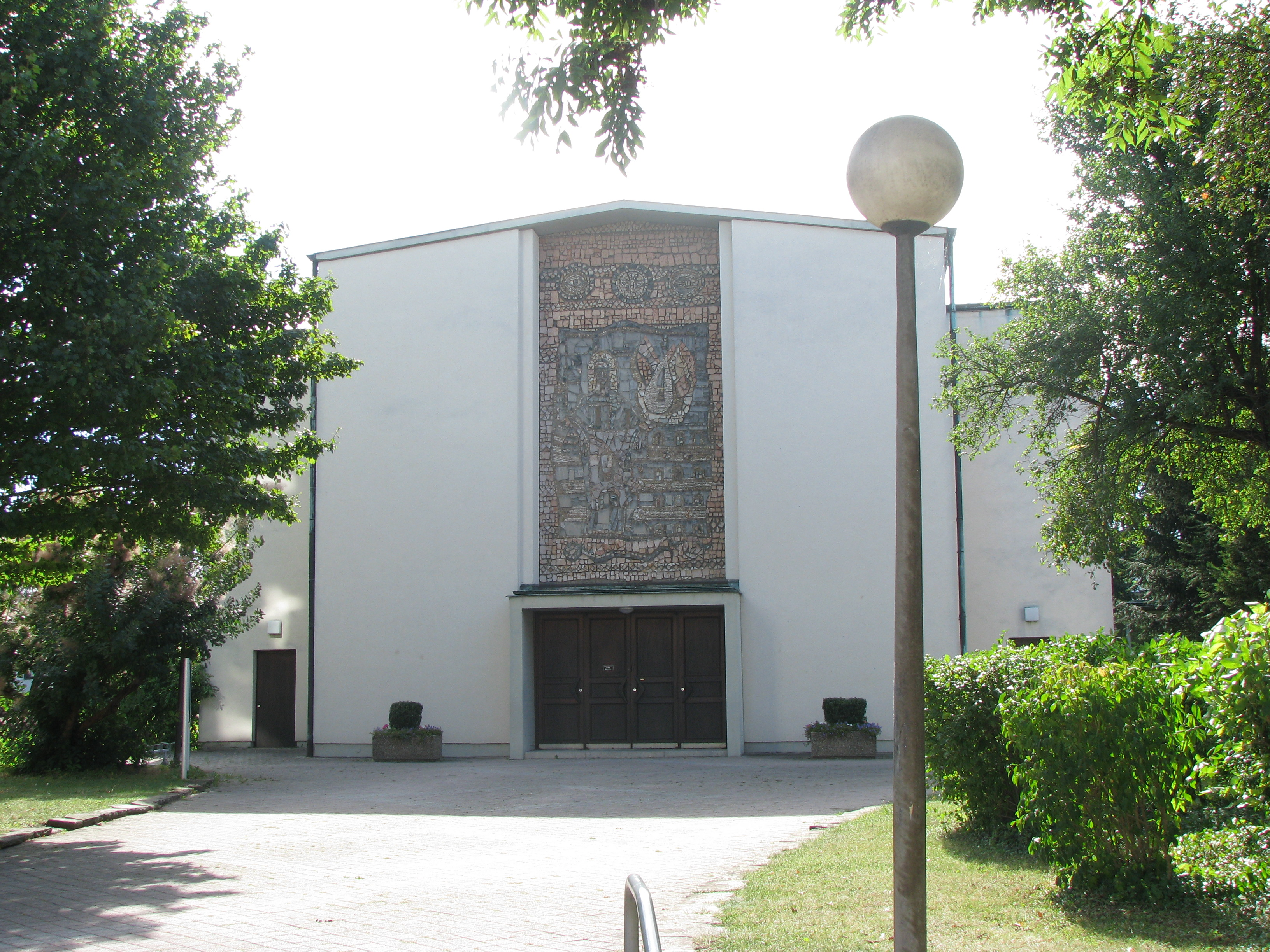
Fassade mit Haupteingang

Die neue Pfarrkirche St. Bartholomäus ist die römisch-katholische Pfarrkirche des Heidelberger Stadtteils Wieblingen. Sie wurde in den Jahren 1955 bis 1956 errichtet, da die alte St.-Bartholomäus-Kirche zu klein geworden war. Sie steht unter Denkmalschutz und wurde von 2018 bis 2020 umgebaut.

## Geschichte
Anfang des 20. Jahrhunderts war die barocke St.-Bartholomäus-Kirche an der Mannheimer Straße für die gewachsene katholische Gemeinde zu klein geworden, daher gab es schon vor dem Ersten Weltkrieg Pläne für einen Neubau. Das dafür gesammelte Kapital ging jedoch durch den Krieg und die nachfolgende Inflation verloren. Nach dem Zweiten Weltkrieg war die Gemeinde durch den Zuzug von Heimatvertriebenen so stark angewachsen, dass eine größere Kirche endgültig nötig wurde. Nördlich des alten Friedhofs wurde zunächst ein neues Pfarrhaus errichtet und 1955 der Grundstein für die Kirche gelegt, die ein Jahr später vollendet und am 23. September 1956 geweiht wurde. Dabei übernahm sie das Patrozinium des hl. Bartholomäus von der alten Kirche.
Die Pläne für den Neubau stammten vom erzbischöflichen Architekten Manfred Schmitt-Fiebig. Die Gemeinde lehnte den modernen Entwurf mit dem freistehenden Campanile anfangs ab und ließ einen Gegenentwurf erstellen. Die Auseinandersetzung war so heftig, dass sich der Freiburger Erzbischof persönlich einschaltete und zugunsten des Entwurfs von Schmitt-Fiebig entschied.
Anfang des 21. Jahrhunderts war die neue Pfarrkirche durch die kleiner gewordene Kirchengemeinde wieder zu groß, weshalb Überlegungen entstanden, die Kirche umzubauen und zusätzlich mit anderen Nutzungen zu belegen. Nach verschiedenen Entwürfen an der SRH Hochschule Heidelberg und von verschiedenen Architekturbüros entschied man sich, den Entwurf des Erzbischöflichen Bauamts Heidelberg unter der Leitung von Werner Wolf-Holzäpfel umzusetzen. Dieser sah den Einbau eines Gemeindehauses in die Kirche vor und ersetzte damit das marode Gemeindehaus aus den 1950er Jahren neben der Kirche.
Die Ausführung dieser Planung erfolgte von 2018 bis 2020 ebenfalls unter Leitung des Erzbischöflichen Bauamts Heidelberg.

## Beschreibung

### Äußeres

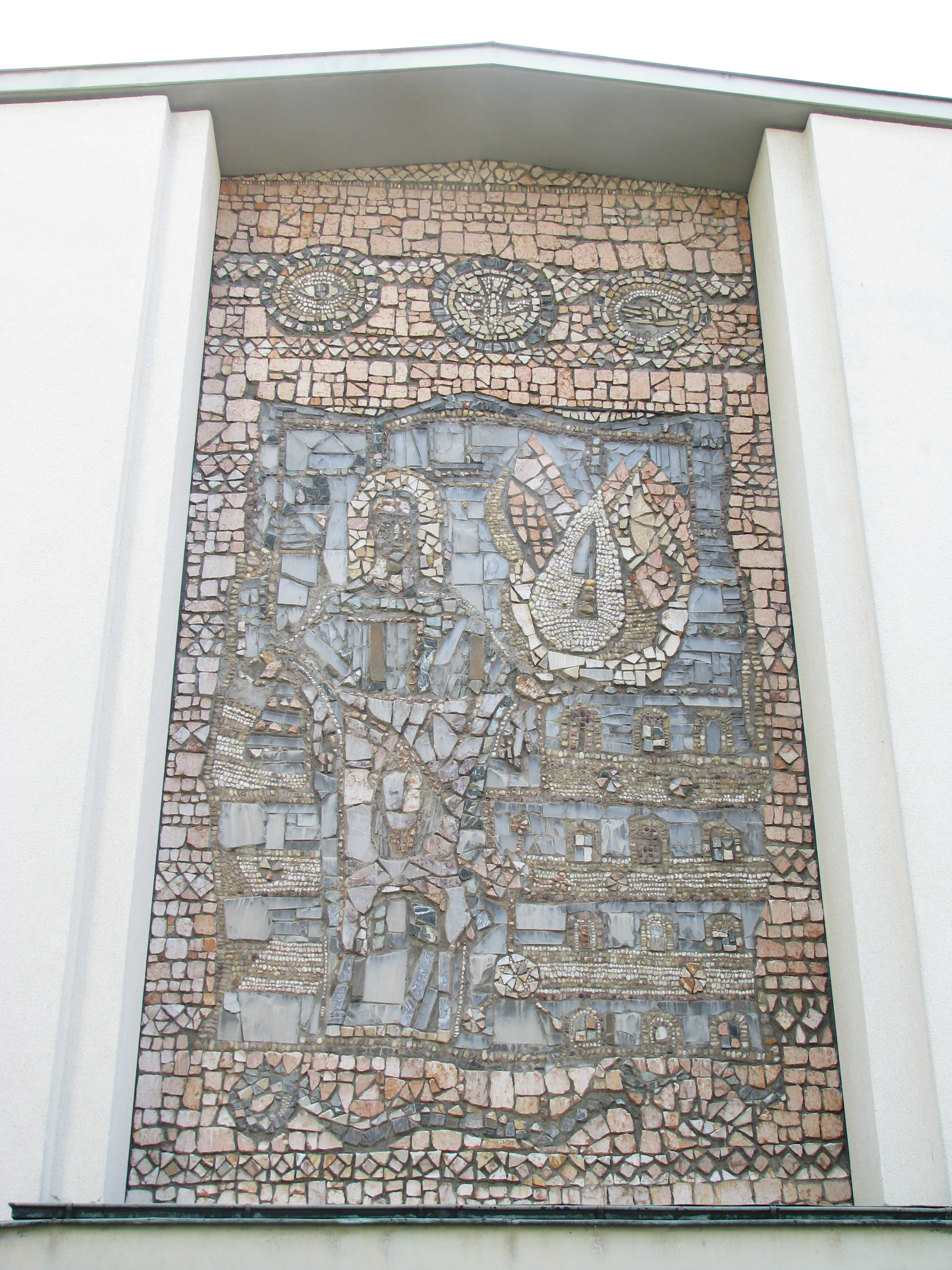
Mosaik des hl. Bartholomäus über dem Portal

Die Kirche ist nach Westen orientiert, der Turm steht als Campanile frei auf dem Vorplatz. Über dem Portal befindet sich ein Mosaik des hl. Bartholomäus, das von Emil Wachter aus Natursteinen geschaffen wurde. Der Apostel Bartholomäus ist auf der linken Seite des Mosaiks zu sehen. Der Legende nach soll er in Armenien das Evangelium verkündet und dort den Märtyrertod erlitten haben: Bei lebendigem Leibe wurde ihm die Haut abgezogen, anschließend wurde er enthauptet. Dementsprechend ist rechts ein Messer zu erkennen und der Apostel trägt seine eigene Haut über den Schultern und vorne nach unten hängend. Unterhalb des Messers sind die Mauern einer Stadt erkennbar, es ist eine Darstellung des „himmlischen Jerusalems“, das in der Offenbarung des Johannes (Offb 21,9 ff) als Stadt mit einer hohen Mauer und zwölf Toren beschrieben wird. Am unteren Rand des Mosaiks liegt eine Schlange als Symbol des Satans zu Füßen des Apostels. Am oberen Rand sind drei Kreise mit Symbolen der Dreifaltigkeit zu sehen, links ein Auge für Gottvater, rechts eine Hand für Jesus Christus und in der Mitte eine Taube für den Heiligen Geist.
Die Westseite war im Originalzustand mit einer durchgehenden Klinkerwand ausgebildet. Diese Wand wurde für den Einbau des neuen Gebäudekörpers durchbrochen, der nun auf dieser Seite 1,90 m weit hervortritt. Die Fassade des Einbaus ist mit einer regelmäßigen Lochfassade mit neun Fenstern strukturiert, die die Aufenthaltsräume im Inneren mit Luft und Tageslicht versorgen.
Die alte Sakristei auf der Nordseite wurde im Rahmen des Umbaus abgebrochen, stattdessen wurde hier ein neuer Eingang zum Gemeindehaus mit einem Vordach aus Sichtbeton geschaffen, der einen Zutritt zum Einbau unabhängig vom Kirchenzugang ermöglicht.

### Innenraum
Die Stahlskelettkonstruktion auf einem rechteckigen Grundriss ist im Inneren ein einheitlicher Saalraum, der mit den schlanken Betonpfeilern und den etwas niedrigeren Seitengängen an eine traditionelle dreischiffige Basilika erinnert. Der Altarraum war, im Gegensatz zu vielen späteren Kirchenbauten, erhöht und noch deutlich vom Gemeindebereich abgetrennt.
Der neue Einbau steht als Haus-im-Haus im alten Kirchenraum und besitzt ein eigenes statisches System. Die alte, erhöhte Altaranlage und die alte Altarrückwand wurden dafür abgebrochen. Der Abstand des neuen Gebäudes zur alten Raumumfassung macht ein Erleben der dreischiffigen Raumstruktur weiterhin möglich, insbesondere die Wahrnehmung der Seitenschiffe mit den großflächigen abstrakten Farbverglasungen nach Vorlagen von Otto Herbert Hajek sollte möglichst wenig gestört werden. Die nötige Raumtrennung der Gebäudeteile (Kirchenraum und Gemeinderäume) erfolgt durch eine Kirchenraumhohe Brandschutzfassade aus Glas.
Der Kirchenraum wurde durch den Einbau auf 5/8 seiner ursprünglichen Länge verkürzt und orientiert sich neu auf eine nur wenig erhöhte Altarinsel in der Mitte. Der bestehende Altar, Ambo und Taufbecken wurden umgearbeitet und neu platziert.
Außerdem wurde die Empore um 2 m gekürzt und sicherheitstechnisch ertüchtigt.

#### Ausstattung
Tabernakel, Altarleuchter und das Kreuz über dem Hochaltar stammen ebenfalls von Otto Herbert Hajek, die Muschelkalk-Reliefs der Seitenaltäre sowie der Kreuzweg von Gisela Bär. Das Relief des linken Seitenaltars zeigt die Krönung Mariens, das rechte Relief den Tod Josefs. Neben der modernen Ausstattung finden sich auch einige Heiligenfiguren, die aus der alten Kirche übertragen wurden. Diese Kunstgegenstände wurden vor dem Umbau eingelagert und nach Fertigstellung im umgestalteten Kirchenraum neu angeordnet.
Die großflächigen abstrakten Farbverglasungen wurden von Emil Wachter entworfen und während der Baumaßnahmen besonders geschützt.
Vor dem Umbau befanden sich über den beiden Seiteneingängen zwei Barockgemälde, ebenfalls aus der alten Kirche: Zum einen ein Werk des Mannheimer Theatermalers Franz Anton Leydensdorff, das das Martyrium des hl. Bartholomäus zeigt, sowie das Martyrium des hl. Sebastian von einem unbekannten Künstler. Die Bilder wurden im Rahmen des Umbaus eingelagert und sollen wieder in der alten Kirche St. Bartholomäus aufgehängt werden.

### Glocken
Die Kirche verfügt über drei Glocken, die in b', des" und es" gestimmt sind. Sie wurden 1951 von der Heidelberger Glockengießerei Schilling für die alte Kirche gegossen und nach Vollendung der neuen Kirche in deren Turm umgehängt.